# Long Harbour-Mount Arlington Heights
Long Harbour-Mount Arlington Heights es un pueblo canadiense situado en la provincia de Terranova y Labrador.

## Superficie
Long Harbour-Mount Arlington Heights tiene una superficie de 18,33 km².

## Demografía
En 2021, tenía 185 habitantes, una densidad poblacional de 10,1 hab./km², y 167 viviendas.